# 摩弗伦羊
摩弗伦羊（學名：Ovis orientalis gmelini）是一种原产于塞浦路斯和里海地区的物种，包括土耳其东部、亚美尼亚、阿塞拜疆、格鲁吉亚和伊朗。它也存在于欧洲的部分地区，它被认为是家养绵羊的野生祖先。
它的毛色呈红棕至深棕色，毛发短且平滑。背部带有深色条纹，腹部为黑色，体侧有浅色鞍形斑。雄性生有弯角，部分雌性也有角，但另一些则无角。成年公羊的角弯曲接近一圈，长度可达85公分。肩高约90公分，雄性体重约50公斤，雌性约35公斤。

## 亚种
《世界哺乳动物物种》区分了五个摩弗伦羊的亚种：
- 安那托利亚摩弗伦羊（学名：O. g. anatolica）
- 亚美尼亚摩弗伦羊（英语：Armenian mouflon）（学名：O. g. gmelini）
- 伊斯法罕摩弗伦羊（学名：O. g. isphahanica）
- 拉里斯坦摩弗伦羊（学名：O. g. laristanica）
- 塞浦路斯摩弗伦羊（英语：Cyprus mouflon）（学名：O. g. ophion）

欧洲摩弗伦羊曾经被认为是摩弗伦羊的一个亚种，但现在被认为是家羊 （O. aries） 的野生后代。

## 分布与栖息地
摩弗伦羊分布于土耳其东南部的小高加索地区、亚美尼亚和阿塞拜疆，以及伊朗西部的厄尔布尔士山脉和横跨伊拉克东部和伊朗西部的扎格罗斯山脉。它们可能在新石器时代被引入塞浦路斯。